# Fellegi Teri
Fellegi Teri, születési nevén Gfellner Teréz (Budapest, Józsefváros, 1901. április 27. – Budapest, 1987. szeptember 25.) magyar színésznő, sanzonénekesnő.

## Élete
Gfellner Ferenc kőműves-segéd és Eichhardt Teréz lányaként született. Az Operaház balettiskolájának elvégzése után 1917 és 1918 között Rózsahegyi Kálmán színiiskolájában tanult. 1918-ban kapta első szerződését a Városi Színházban. Szubrettként kezdte pályáját, idővel primadonna szerepeket is játszott. 1921-től az USA-ban szerepelt Fedák Sárival, Kosáry Emmivel, Király Ernővel, Rátkai Mártonnal. 1932-ben hazatért és a háború végéig dizőz és operettprimadonna szerepeket játszott a Vígszínházban, a Fővárosi Operettszínházban és a Kabaré Pódiumon. 1946-ban világ körüli turnéra indult és fellépett Párizsban, Bécsben, New Yorkban, Bernben, Koppenhágában és Athénban is. 1948-ban férjével az USA-ban telepedtek le. Gyakran tartott egyéni előadóesteket, főleg magyar közönség előtt. 1968-ban lépett utoljára színpadra. Tagja volt a New York-i magyar Fészek Klubnak. 1986-ban visszatelepült Magyarországra.
Házastársa Déri Imre újságíró volt, akivel 1923. január 16-án New Yorkban kötött házasságot. Gyermekük nem született.

## Főbb szerepei
- Kálmán Imre: Csárdáskirálynő
- Molnár Ferenc: Liliom – Julika
- Kacsóh Pongrác: János Vitéz – Iluska
- Huszka Jenő: Lili bárónő
- Molnár Ferenc: Liliom – Muskátné